# Sputniks
Sputniks ist eine der bekanntesten ostdeutschen Beatbands. Sie wurde 1963 gegründet und 1966 unter dem Druck der DDR-Führung aufgelöst. Als die Shadows des Ostens erlangte die Band mit ihrem Gitarrensound große Popularität und war neben Butlers und Diana Show Quartett eine der führenden Bands der Beatbewegung in der DDR. 1996 starteten die Sputniks ihr Comeback und touren seitdem im In- und Ausland.

## Bandgeschichte
Die Sputniks entstanden 1963 aus den Telestars und den Magdeburger Big Town Boys und entwickelten sich sehr schnell zu einer der führenden Bands der DDR-Beatbewegung. Zur Band gehörten damals: 
Henry Cott’n Kotowski (Schlagzeug), Achim Döhring (Gitarre), Gerd Hertel (Gitarre) und Bernd Emich (Bass). Die Bandpremiere fand im Twistkeller (Kreiskulturhaus Bezirk Treptow) statt, wo das Plattenlabel Amiga auf die Band mit dem handgemachten Gitarrensound aufmerksam wurde. Amiga schnitt eines der Bandkonzerte im Twistkeller mit und veröffentlichte das Material auf der Single Gitarren-Twist. Die Umbenennung der Band war eine Bedingung der Plattenfirma. Die Band spielte damals vorwiegend gängige Westtitel und zunehmend auch eigene Kompositionen, meist Instrumentalstücke, die später auf weiteren Singles und den Samplern Big Beat I und Big Beat II erschienen. Die Namensänderung und der Verzicht auf englische Texte in den Eigenkompositionen waren Zugeständnisse an die DDR-Behörden, die der Beatbewegung anfangs noch aufgeschlossen gegenüberstanden. 1965 kamen Peter Nehls, Benno Pennsler und Michael Fritzen neu in die Band.
Als es im September 1965 bei einem Konzert der Rolling Stones in der West-Berliner Waldbühne zu Ausschreitungen kam, änderte die DDR-Führung ihre Haltung gegenüber der Beatbewegung grundlegend. Diese war inzwischen auch in der DDR zu einer Massenbewegung geworden und damit für die DDR-Führung unkontrollierbar. Allein in Ost-Berlin existierten zu dieser Zeit etwa dreihundert Gitarrengruppen, wie die Bands im offiziellen DDR-Sprachgebrauch genannt wurden. Um ähnliche Vorgänge, wie die in der Waldbühne, in der DDR von vornherein auszuschließen, reagierten die DDR-Organe mit strengen Kontrollen, Auflagen und auch mit Auftrittsverboten. 1966 war die Band dem Druck nicht mehr gewachsen und löste sich auf. Kotowski ging zu Klaus Lenz, spielte und sang in der Modern Soul Band, der Uve Schikora Band und dem Gerd Michaelis Chor, bevor er sich als Cott’n & Co. der Countrymusik widmete und 1984 nach Westdeutschland übersiedelte. Benno Pennsler feierte mit Horst Krüger und dem Cantus-Chor Erfolge. Michael Fritzen gründete seine Dampferband, der auch Nina Hagen und Achim Mentzel angehörten.
1996 wurde die Band von Henry Kotowski und Bernd Emich, der im Jahr 2002 verstarb, neu gegründet. Ein Jahr später erschien ihre Comeback-Single Re-Entry. Musikalisch orientiert sich die Band an den 1960er Jahren und entwickelt ihren ganz speziellen Sound, den Big Bastard Beat, wie sie ihn nennt und der inzwischen zum Lebensgefühl der Band wurde. Darunter sind neu arrangierte, altbekannte Popsongs, auf unverwechselbare Art vorgetragen, zu verstehen. Die Band tourt seitdem im In- und Ausland und stand mit Johnny and the Hurricanes, The Rattles und anderen Musikern gemeinsam auf der Bühne. Zu den jüngsten Erfolgen zählen ihre Auftritte im Londoner Palladium in der Show Stars of the ’60s im März 2003 und als Überraschungsgast auf dem weltgrößten Heavy-Metal-Festival in Wacken im August 2005. Zum Abschluss dieses Auftritts präsentierte Sputniks gemeinsam mit Onkel Tom, dem Sänger der deutschen Thrashmetal-Band Sodom, den Song The Ace Of Spades von Motörhead. 2006 arbeitete die Band mit der Sängerin Nicole Freytag zusammen und präsentierte unter anderem ihren erfolgreichen Popschlager Du hast das Eis in mir getaut im Stil der Beatmusik der 1960er Jahre. Die Instrumentaltitel Surfing on the Thames und Rock to Rock wurden um 2008 als Soundtracks in den Spielfilmen Neues vom Wixxer und Tell verwendet.

## Letzte Besetzung
- Henry Cott’n Kotowski (Gesang, Gitarre, Mundharmonika)
- Michael Micha Lehrmann (Leadgitarre)
- Marcus Schmidty Schmidt (Schlagzeug)[1]
- Frank Schultze (Bass)

## Diskografie

### Langspielplatten
- 1965: Big Beat I (Amiga-Sampler)
- 1965: Big Beat II (Amiga-Sampler)
- 1981: Die frühen Jahre (Amiga)

### Singles
- 1964: Gitarren-Twist (Amiga)
- 1964: Shazam (Amiga)
- 1964: Mich hat noch keiner beim Twist geküßt mit Ruth Brandin (Amiga)
- 1964: Leila mit Perikles Fotopoulos (Amiga)

### CDs
- 1996: Big Beat (Amiga-Sampler)
- 1997: Re-Entry
- 1997: DT 64-Story, Vol. 5 (Amiga-Sampler)
- 2000: Amiga a go-go, Vol. 2 (Amiga-Sampler)
- 2001: Surfbeat From Behind The Iron Curtain, Vol. 1 (Sampler-Archiv International Production)
- 2002: BIG BEAT III (Surf Twang & Rock'n Roll/Buschfunk)
- 2014: Gitarrentwist 1964 & Rock To Rock 2014 (Sony/Amiga)

## Filmografie
- 1965: Der Frühling braucht Zeit
- 1965: Die antike Münze
- 1966: Pankoff